# Krab (1912)
Krab (ros. Краб) – pierwszy na świecie okręt podwodny zaprojektowany specjalnie do stawiania morskich pól minowych, zwodowany w 1912 w Imperium Rosyjskim, w stoczni w Mikołajowie.  

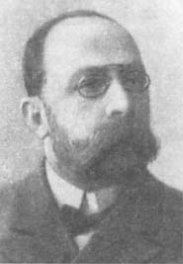
Michaił Naletow

Zamówiony w 1908 i skonstruowany przez Michaiła Naletowa, „Krab” był pierwszym okrętem zaprojektowanym jako podwodny stawiacz min, aczkolwiek długa budowa sprawiła, że wcześniej od niego do służby weszły niemieckie jednostki analogicznego przeznaczenia typu UC. Zbudowany został w układzie jednokadłubowym ze zbiornikami balastowymi na dziobie, rufie i śródokręciu. Nowatorska konstrukcja miała zbyt niską wysokość metacentryczną, dla zwiększenia stabilności dodano więc ciężki kil, zrównoważony przez zewnętrzne zbiorniki powietrzne. Okręt mógł przenosić wewnątrz kadłuba 60 min w dwóch podłużnych rurach, w których były one transportowane przez przenośnik łańcuchowy z napędem elektrycznym. Stawianie min odbywało się poprzez rufowe wrota. Przydatność bojową ograniczały zawodne silniki benzynowe.
„Krab” uczestniczył w działaniach w trakcie I wojny światowej, prowadząc operacje stawiania pól minowych na Morzu Czarnym. W pierwszym rejsie (pod banderą handlową) zaminował wejście do Bosforu, co spowodowało uszkodzenie tureckiej kanonierki „Isa Reis”. W 1916 postawił zapory minowe w Bosforze i koło Warny; na tym ostatnim polu zatonął bułgarski torpedowiec „Szumny”, a torpedowiec „Strogi” został uszkodzony.
W kwietniu 1918 na okręcie podniesiono banderę ukraińską, ale w maju został on przejęty przez siły niemieckie, a po kapitulacji w listopadzie został oddany Wielkiej Brytanii. 26 kwietnia 1919 został zezłomowany w Sewastopolu (inne źródła mówią, że został zatopiony, by nie wpadł w ręce bolszewików, a wrak podniesiono i złomowano w 1935).